# Deck the Halls, Bruise Your Hand
Deck the Halls, Bruise Your Hand é o primeiro álbum de Natal da banda Relient K, lançado a 4 de Novembro de 2003.
A 23 de Outubro de 2007, a banda reeditou este álbum com sete novas canções, com o título Let it Snow, Baby... Let it Reindeer.
| Críticas profissionais                                                      | Críticas profissionais |
| Avaliações da crítica                                                       | Avaliações da crítica  |
| Fonte                                                                       | Avaliação              |
| --------------------------------------------------------------------------- | ---------------------- |
| Jesus Freak Hideout                                                         | [ 2 ]                  |
| Cross Rhythms                                                               | [ 3 ]                  |
| Esta tabela precisa de ser acompanhada por texto em prosa. Consulte o guia. |                        |

## Faixas
1. "Angels We Have Heard on High" – 1:53
2. "Deck the Halls" – 1:20
3. "12 Days of Christmas" – 3:30
4. "Silent Night/Away in a Manger" – 2:18
5. "I Celebrate the Day" (Matt Thiessen) – 3:18
6. "We Wish You a Merry Christmas" – 2:11
7. "Santa Clause Is Thumbing to Town" (Thiessen) – 2:47
8. "Handel's Messiah" (The Hallelujah Chorus) – 1:09
9. "I Hate Christmas Parties" (Thiessen) – 4:34‡
10. "Auld Lang Syne" – 4:05 (Later versions  – 1:59)

- ‡Interpretado por Matthew Thiessen and the Earthquakes

## Créditos
- Matt Thiessen – Vocal, guitarra, piano
- Matt Hoopes – Guitarra, vocal de apoio
- Brian Pittman – Baixo
- Dave Douglas – Bateria, vocal de apoio